# Pang i bygget
För andra betydelser, se Pang i bygget (olika betydelser).
Pang i bygget (engelska: Fawlty Towers) är en brittisk komediserie från 1975 och 1979 av John Cleese och Connie Booth med Cleese, Booth, Prunella Scales och Andrew Sachs i huvudrollerna. Cleese och Booth var gifta då första säsongen gjordes.

## Handling
Serien utspelar sig på hotellet Fawlty Towers, ägt av Basil Fawlty (John Cleese) och hans hustru Sybil (Prunella Scales), beläget i Torquay, vid den engelska rivieran. Den övriga personalen består av hotellets allt-i-allo Polly (Connie Booth) samt den hunsade spanske kyparen Manuel (Andrew Sachs) som brottas med det engelska språket. 
I personalen finns också (i seriens andra omgång) kocken Terry (Brian Hall). I avsnittet "Gourmetkvällen" är dock hotellets kock den alkoholiserade greken Kurt (Steve Plytas), som hyser en obesvarad kärlek till Manuel. 
På hotellet bor flera fasta gäster, däribland den pensionerade major Gowen (Ballard Berkeley) samt de två äldre fröknarna Tibbs (Gilly Flower) och Gatsby (Renee Roberts).

## Rollista i urval
- John Cleese – Basil Fawlty
- Prunella Scales – Sybil Fawlty
- Andrew Sachs – Manuel
- Connie Booth – Polly Sherman
- Ballard Berkeley – Major Gowen
- Brian Hall – Terry
- Gilly Flower – Miss Agatha Tibbs

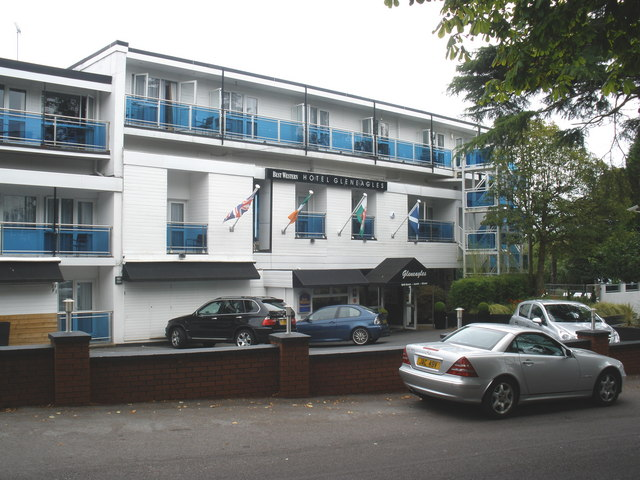
Gleneagles Hotel i Torquay, förebilden för TV-seriens hotell.

- Renee Roberts – Miss Ursula Gatsby

## Produktion
Serien spelades in i två omgångar om vardera sex avsnitt, 1975 och 1979. I Sveriges Television började serien sändas den 20 juli 1976.
Flera (i Storbritannien) kända skådespelare har gästat programmet, som Michael Gwynn, James Cossins, Bernard Cribbins och Robin Ellis.
Cleese har vid flera tillfällen uppgett att han inspirerades till serien av ett besök våren 1970 på Gleneagles Hotel i Torquay, där hela Monty Python-gruppen hade tagit in under ett par veckor. Den enligt Cleese och Terry Gilliam starkt idiosynkratiske, misstänksamme hotellchefen och hans metoder fascinerade Cleese, som snart insåg mannens dramatiska och komiska potential.

## Avsnitt

### Säsong 1
| Nr | Nr | Titel                                      | Regissör           | Manus                     | Sändningsdatum                  |
| --- | -- | ------------------------------------------ | ------------------ | ------------------------- | ------------------------------- |
| 1 | 1  | "A Touch of Class" A Touch of Class"       | John Howard Davies | John Cleese, Connie Booth | 19 september 1975 20 juli 1976  |
| Den förnäme Lord Melbury tar in på hotellet och Basil fjäskar för överklassen för att bli av med "packet" så att hotellet ska tilltala "finare" gäster. Dessvärre visar det sig att Lord Melbury är en bedragare.      |    |                                            |                    |                           |                                 |
| 2 | 2  | "The Builders" "Byggjobbarna"              | John Howard Davies | John Cleese, Connie Booth | 26 september 1975 27 juli 1976  |
| Personalen bestämmer sig för att bygga om i lobbyn på hotellet. Basil väljer (trots Sybils förmaningar) att anlita den billigaste byggfirman.                                                                          |    |                                            |                    |                           |                                 |
| 3 | 3  | "The Wedding Party" "Bröllopsfesten"       | John Howard Davies | John Cleese, Connie Booth | 3 oktober 1975 3 augusti 1976   |
| Har Fawlty Towers drabbats av en sexuell frigörelse? Den pryde och korrekte Basil Fawlty kan inte tro sina ögon. |    |                                            |                    |                           |                                 |
| 4 | 4  | "The Hotel Inspectors" "Hotellinspektören" | John Howard Davies | John Cleese, Connie Booth | 10 oktober 1975 17 augusti 1976 |
| Basil får ryktesvis höra att tre hotellinspektörer är i trakten. Eftersom han inte vet vilka dessa är måste nu alla gäster behandlas med största respekt.                                                              |    |                                            |                    |                           |                                 |
| 5 | 5  | "Gourmet Night" Gourmet-kvällen"           | John Howard Davies | John Cleese, Connie Booth | 17 oktober 1975 24 augusti 1976 |
| Basil vill höja den kulinariska standarden på hotellet genom att ordna en gourmet-kväll för "finare folk". |    |                                            |                    |                           |                                 |
| 6 | 6  | "The Germans" Tyskarna"                    | John Howard Davies | John Cleese, Connie Booth | 24 oktober 1975 31 augusti 1976 |
| Medan Sybil ligger på sjukhus måste Basil och de övriga i personalen ta hand om hotellet själva. Hotellet har några tyska gäster och Basil (något omtöcknad) passar då på att avslöja sanningen om andra världskriget. |    |                                            |                    |                           |                                 |

### Säsong 2
| Nr | Nr | Titel                                                    | Regissör   | Manus                     | Sändningsdatum                    |
| --- | -- | -------------------------------------------------------- | ---------- | ------------------------- | --------------------------------- |
| 7 | 1  | "Communication Problems" "Kommunikationsproblem"         | Bob Spiers | John Cleese, Connie Booth | 19 februari 1979 31 augusti 1979  |
| Basil vinner pengar på hästar men vill absolut inte låta Sybil veta något. Den hörselskadade och oförskämda hotellgästen Mrs. Richards och den tankspridde majoren driver Basil till vansinne. |    |                                                          |            |                           |                                   |
| 8 | 2  | "The Psychiatrist" "Psykiatern"                          | Bob Spiers | John Cleese, Connie Booth | 26 februari 1979 7 september 1979 |
| Basil blir förtjust över att få veta att de nya gästerna, paret Abbott, är läkare – tills han får veta att mannen är psykiater, vilket gör honom nervös. Samtidigt misstänker han att en annan gäst, en ung man som Sybil finner attraktiv, har smugglat in en flicka på sitt rum. |    |                                                          |            |                           |                                   |
| 9 | 3  | "Waldorf Salad" "Waldorf salad"                          | Bob Spiers | John Cleese, Connie Booth | 5 mars 1979 14 september 1979     |
| En amerikansk gäst är inte nöjd med hotellets service; han förväntar sig lagad mat trots den sena timmen. Eftersom kocken redan har gått för dagen måste Basil själv laga till maten; något som kompliceras ytterligare då gästen vill ha en maträtt som Basil aldrig hört talas om. Till råga på allt får den amerikanske gästen hotellets övriga gäster att, som Basil ser det, "konspirera" mot honom. |    |                                                          |            |                           |                                   |
| 10 | 4  | "The Kipper and the Corpse" "Den rökta fisken och liket" | Bob Spiers | John Cleese, Connie Booth | 12 mars 1979 21 september 1979    |
| En hotellgäst avlider på sitt rum under natten. Basil och personalen måste se till att kroppen diskret försvinner från hotellet utan att övriga gäster märker det, vilket inte blir helt lätt. |    |                                                          |            |                           |                                   |
| 11 | 5  | "The Anniversary" "Bröllopsdagen"                        | Bob Spiers | John Cleese, Connie Booth | 26 mars 1979 28 september 1979    |
| Sybil tror att Basil har glömt bort deras bröllopsdag och ger sig ut på golfbanan, medan Basil i hemlighet samlat deras närmaste vänner för att fira bröllopsdagen. |    |                                                          |            |                           |                                   |
| 12 | 6  | "Basil the Rat" "Råttan Basil"                           | Bob Spiers | John Cleese, Connie Booth | 25 oktober 1979 28 mars 1980      |
| Basil tvingar Manuel att göra sig av med en tam råtta (som Manuel uppkallat efter sin koleriske chef och som han köpt i tron att det är en sibirisk hamster), eftersom en hälsovårdsinspektör kommer på återbesök. Tyvärr rymmer råttan Basil, och springer omkring på hotellet medan inspektören granskar faciliteterna.                                                                                 |    |                                                          |            |                           |                                   |

## Distribution
Serien finns utgiven på DVD i Sverige; dels båda säsongerna separat men också som en komplett box inklusive en bonusdisc med extramaterial.